# Володимирський Фотій Миколайович
Фотій Миколайович Володимирський (Псевдо: «Муха»;  1 вересня 1924, м. Вишнівець, Збаразький район, Тернопільська область — 4 січня 2014, м. Івано-Франківськ) – вояк УПА, Голова Братства ОУН-УПА Карпатського краю, почесний громадянин міста Івано-Франківська.

## Життєпис
Народився 1 вересня 1924 року в містечку Вишнівець (тепер Збаразький район, Тернопільська область) 
У 19 років вступив у ряди УПА, де був призначений до сотні «Чіпа» ройовим під псевдом «Муха».
У червні 1943 року він був уперше поранений в руку й ногу під час бою з німцями у селі Колодне (неподалік Збаража). Після лікування працював у Службі безпеки району. У 1944 році його направили в курінь «Наливайка», у курінну жандармерію. Пройшов з боями по Волині та Львівщині. Курінь відправили на Холмщину проти польської Армії Крайової, яка тероризувала українців Холмщини. Перейшли лінію фронту з боями і в серпні 1944 року повернулися на Волинь. Під час рейду на Львівщину у грудні 1944 року в селі Нивиці Радехівського району був поранений в обидві ноги гранатою.
Лікувався, але 13 березня 1945 року його спіймали енкаведисти. Цілий рік провів під слідством у тюрмі Лопатина (Львівщина), після чого його засудили на 10 років таборів. Відбував ув’язнення у Комі АРСР, в Інті. Після закінчення «строку» не мав права повертатися в Україну, тож 23 роки працював на вугільних шахтах Інти.
З 1990 року Фотій Володимирський перебував у рядах Братства ОУН-УПА. У 1994-му його обрали Головою Братства ОУН-УПА Карпатського краю.
Помер 4 січня 2014 року в Івано-Франківську. 

## Вшанування пам'яті
- 14 жовтня 2014 року у місті Івано-Франківську відкрито анотаційну дошку на його честь.[1]